# Puerto Banús
O Puerto José Banús, ou Porto Banús, é um porto desportivo de grande luxo, situado na urbanização Nova Andaluzia, entre Marbella e San Pedro Alcántara, na província de Málaga, Espanha.
Este enclave turístico converteu-se, desde que foi inaugurado em maio de 1970, num dos maiores centros de entretenimento da Costa do Sol, atingindo fama internacional.Tem obtido a Medalha de Ouro ao Mérito Turístico e o "Gold Mercury International" por sua acção em favor do desenvolvimento à cooperação económica, cultural e social.

## História

Vista nocturna de Porto Banús.

O arquitecto Noldi Schreck, o qual participou no desenho e construção de Beverly Hills, foi visitado em 1966 pelo príncipe Alfonso de Hohenlohe, para lhe pedir que fizesse o Beach Clube do Hotel Marbella Clube. Seu primeiro trabalho serviu para conhecer José Banús e convencer-lhe de que o Porto Banús não era um lugar adequado para construir enormes arranha-céus. Propôs fazer um povoado andaluz com marina, o primeiro porto feito por um arquitecto individual. Juntos conseguiram dar-lhe o toque de sofisticação que atingiu Porto Banús. José Banús converteu-se no promotor mais importante de complexos de turismo residencial da Costa do Sol e o porto tomou seu nome.
O fastuoso complexo teve a sua abertura em maio de 1970. Assistiram, entre outros, os Príncipe de Espanha Juan Carlos e Sofia da Grécia, os Príncipes do Mônaco Rainier e Grace Kelly, o Aga Khan, o director de cinema Roman Polanski, o fundador da Playboy Hugh Hefner e o doutor Christiaan Barnard, pioneiro no transplante de coração. Um jovem Julio Iglesias foi contratado para amenizar a gala.

## Clima
O clima da zona tem contribuído para a sua ascensão entre os lugares mais exclusivos do mundo, já que está protegida em sua faixa norte pelo Cordão Montanhoso Litoral da cordilheira Penibética, e isso faz que goze de um microclima que origina uma temperatura média anual de 18 °C.

## Turismo

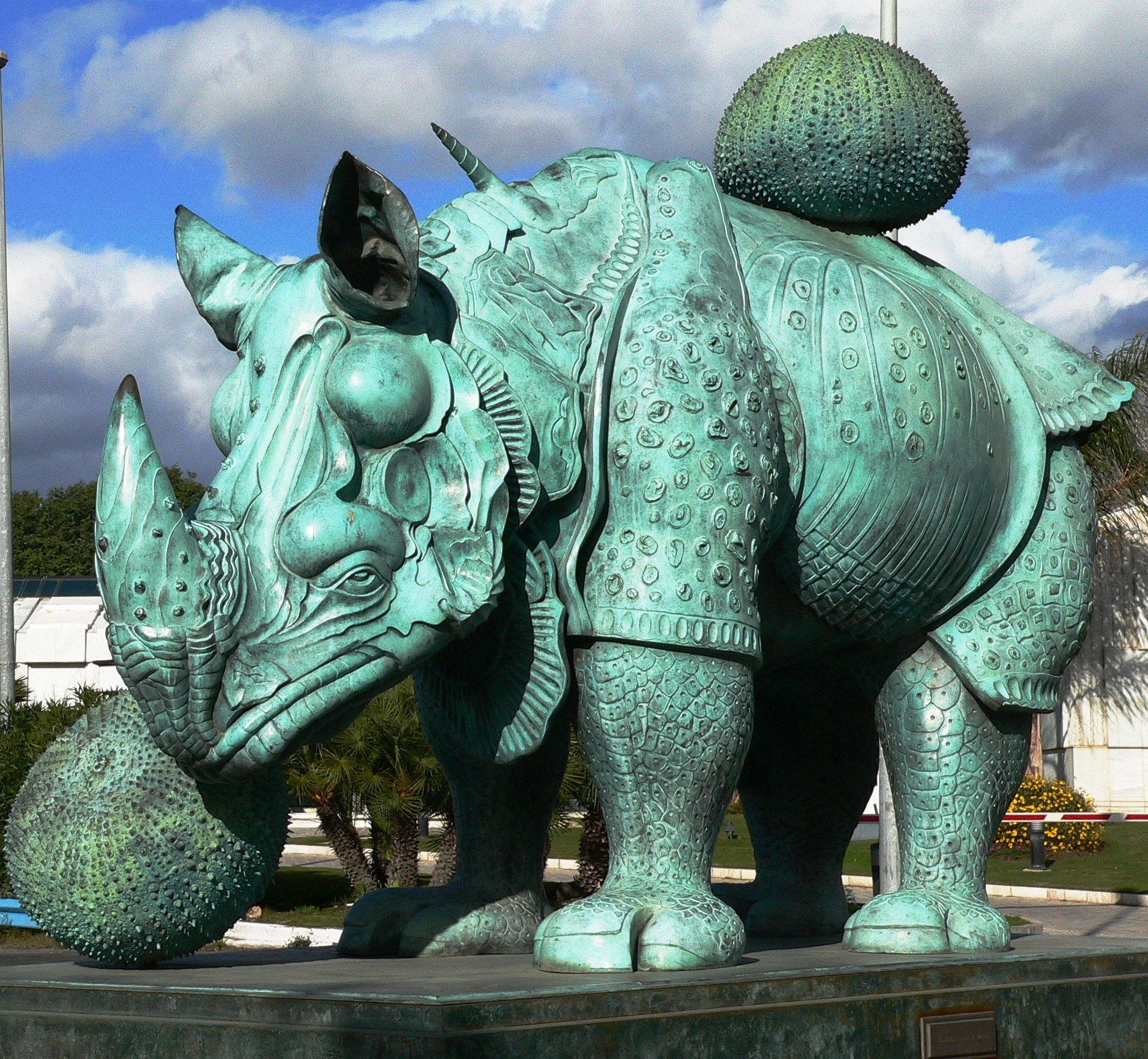
Rinoceronte vestido com puntilhas, obra de Salvador Dalí.

A sua localização geográfica e a visita de numerosas personagens populares convertem-no num atraente destino veraneiro. Segundo dados da Prefeitura de Marbella, Porto Banús é visitado anualmente por quase 5 milhões de pessoas.
Nas suas ruas encontram-se exclusivas lojas de moda como Dior, Gucci, Versace, Bvlgari, Dolce & Gabbana. Devido às suas exitosas cifras de turismo possui O Corte Inglês, com a maior facturação da Espanha no verão e durante muitos anos o líder anual. O meio conta assim mesmo com vários hotéis de grande luxo.
No Boulevard da Fama de Porto Banús rende-se uma homenagem a personalidades que têm promovido Marbella no âmbito nacional ou internacional mediante sua dedicação profissional. E numa das rotundas de acesso ao porto poderemos contemplar a enorme escultura, de três toneladas, Rinoceronte vestido com puntillas (1956), do artista Salvador Dalí.

## Instalações

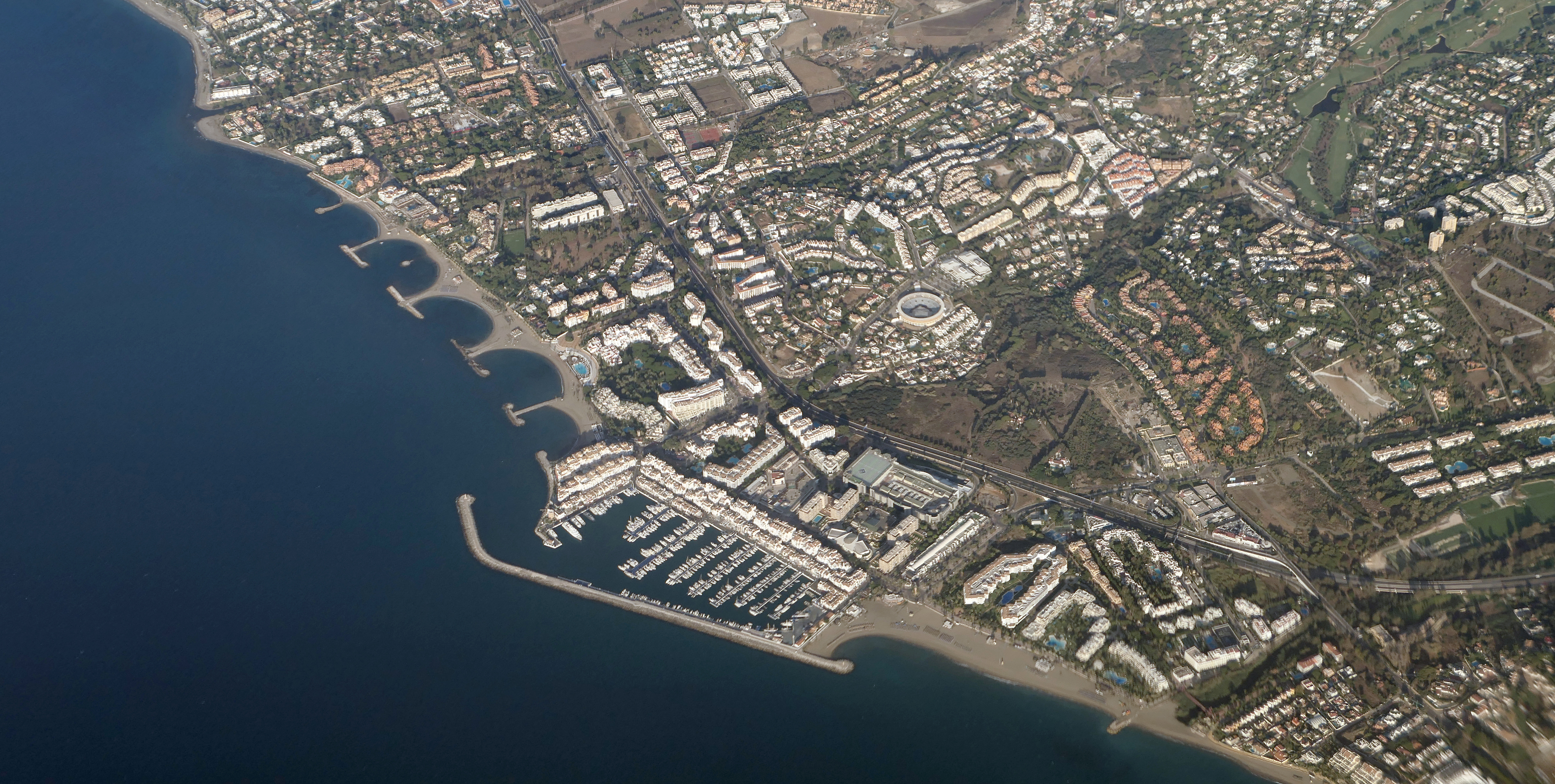

As suas instalações criaram-se seguindo o modelo "Marinas" da Costa Azul francesa. Este enclave turístico é o 4º porto desportivo do ranking mundial por custo de atraque. O aluguer diário de um amarre tem um preço de 2.069 €, tão só superado pelos portos italianos de Marina Grande em Capri, Porto Cervo em Cerdeña e Marina de Portofino, em Portofino.
Entre as suas características técnicas, destaca que tem 915 atraques para embarcações de até 50 metros de altura com um calado máximo de seis metros, estas embarcações podem atracar nos seus 15 hectares protegidos por molhes de abrigo.